# منطقه ویژه جالب حفاظتی

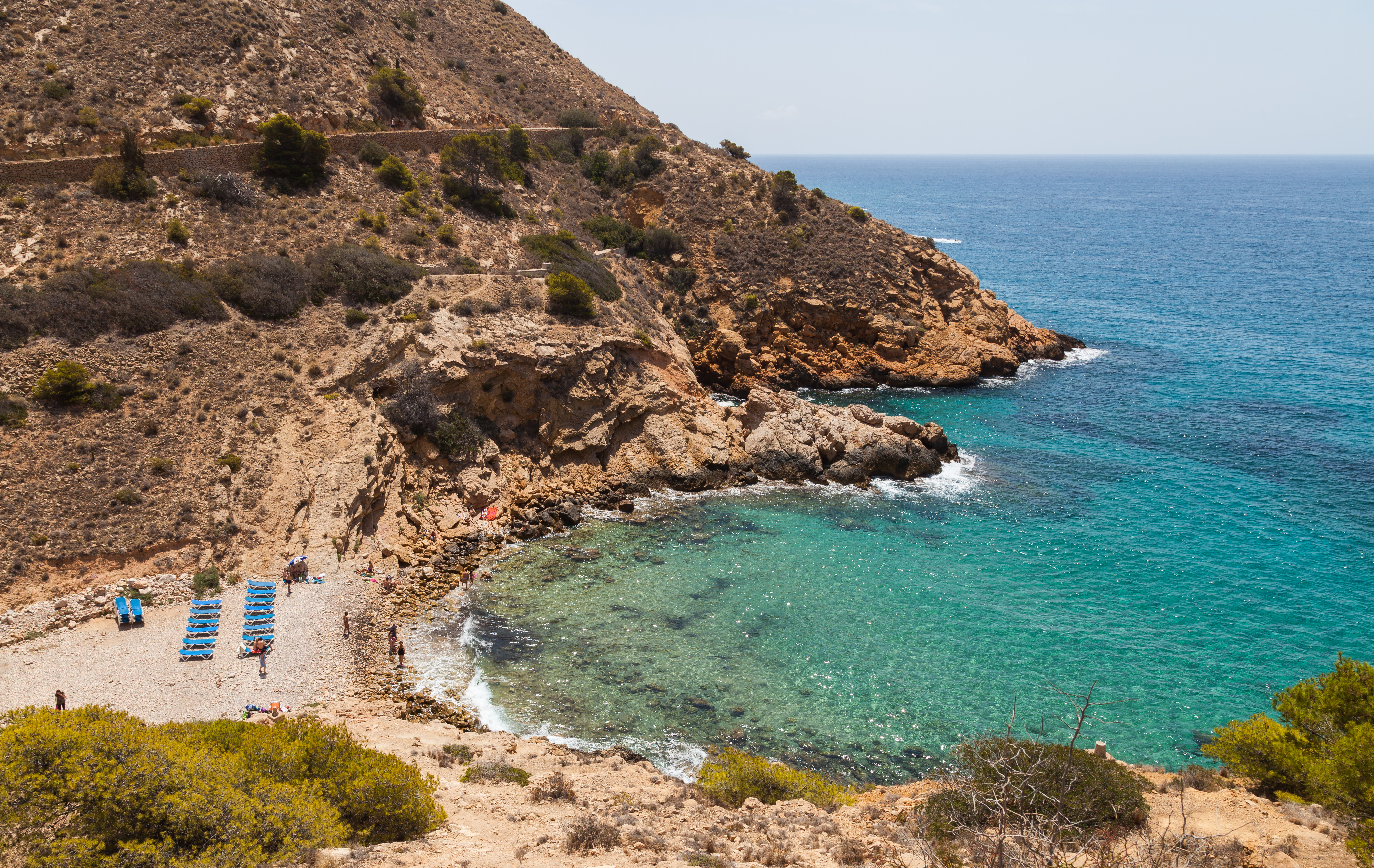
Cala Tío Ximo, بنیدورم، اسپانیا

منطقه ویژه جالب حفاظتی (به انگلیسی: Area of Special Conservation Interest) یک منطقه حفاظت‌شده در اروپا یا شمال آفریقا است که بخشی از شبکه زمرد است که توسط کشورهایی که کنوانسیون برن را دربارهٔ حفاظت از حیات وحش و زیستگاه‌های طبیعی اروپا امضا کرده‌اند ایجاد شده‌است. هدف از ASCIها حفظ و حفاظت از زیستگاه‌ها و گونه‌های تعریف‌شده در کنوانسیون است.